# Ermita de la Mare de Déu d'Agost (Bocairent)
L'ermita de la Mare de Déu d'Agost és un temple situat al carrer de la Mare de Déu d'Agost, 26, al municipi de Bocairent. És un Bé de Rellevància Local amb identificador nombre 46.24.072-010.

## Història
La capella es va edificar sobre una de les portes de l'antic recinte emmurallat de Bocairent, coneguda com a Portal d'Agost. D'aquest fet ve el nom del temple, que la seua advocació titular és l'Assumpció de Maria. Es va construir en 1245 i ha estat objecte de diverses transformacions.

## Descripció
S'aixeca en un carrer amb un pronunciat desnivell, la qual cosa fa que l'accés a la porta estiga precedit per cinc graons. La porta en si està a l'altura del carrer posterior.
La cobertura és una teulada a un sol vessant, descendent cap a la façana. La campana es troba en una espadanya perpendicular a la façana. La pròpia façana forma cantonada amb un habitatge, i presenta, a més de la porta d'accés, un retaule ceràmic amb la imatge de la titular i la llegenda L'Assumpció de la Nostra Senyora. Any 1855. A costa dels devots del barri. Sobre el retaule hi ha un farolet de forja.
L'interior de l'edifici és de planta quadrangular, amb pis en forma d'escacs i sostre pla sobre escòcia, amb un florer central del que penja el llum. L'altar és d'escaiola, amb adorns renaixentistes. Al seu centre es troba una fornícula amb imatge de la titular, al costat d'una altra imatgeria.